# Bajronizm
Bajronizm – termin użyty po raz pierwszy przez XIX-wieczną krytykę literacką na określenie kilku charakterystycznych cech wczesnej twórczości angielskiego poety, George’a Gordona Byrona. 
Pojęcie to odnosi się głównie do literatury i związane jest ze stworzonym przez G.G. Byrona modelem bohatera romantycznego.
Bajronizm cechuje:
- bunt przeciwko przyjętym wzorcom kulturowo-społecznym – bohater to buntownik, charakterystyczny w literaturze romantycznej
- samotność, skłócenie z otoczeniem – wyalienowanie
- indywidualizm, okazywany na wszelkich możliwych płaszczyznach
- rozdarcie wewnętrzne, wieczne cierpienie
- dwuznaczność moralna
- skłonność do zemsty

W Polsce model bohatera bajronicznego powielali Adam Mickiewicz, Juliusz Słowacki i inni literaci.